# Coppa Città di Enna 1964

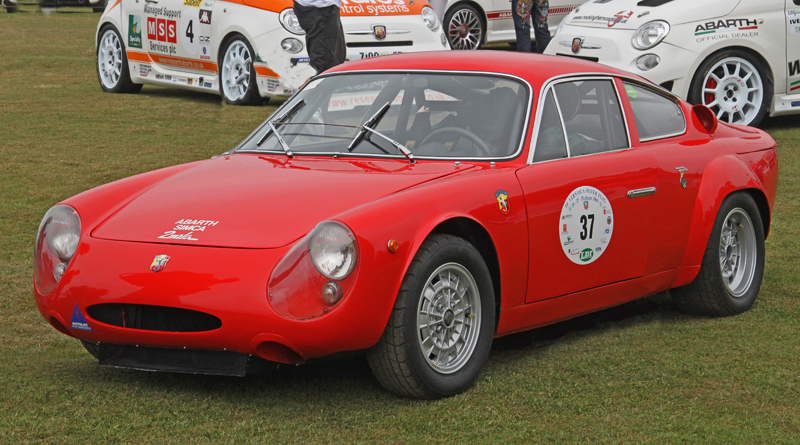
Abarth-Simca 2000 GT

Die Coppa Città di Enna 1964, auch IV. Coppa di Città Enna, fand am 16. August auf dem Autodromo di Pergusa in Enna auf Sizilien statt und war der 12. Wertungslauf der Sportwagen-Weltmeisterschaft dieses Jahres.

## Das Rennen
Nach 1962 – Sieger Marsilio Pasotti und Giancarlo Scotti auf einem Fiat-Abarth 1000 – und 1963 – Sieger Romano Perdomi, ebenfalls auf einem Fiat-Abarth 1000 – zählte auch 1964 die Rennveranstaltung wieder zur Sportwagen-Weltmeisterschaft. Auch in diesem Jahr endete das Rennen mit einem Erfolg der Werkswagen von Abarth. Drei Abarth-Fahrer duellierten sich bis zum Rennende um den Sieg. Der Ausgang war denkbar knapp, Hans Herrmann gewann nach einer Fahrzeit von 1:38:44,200 Stunden 0,2 Sekunden vor Franco Patria und 0,7 Sekunden vor Romano Perdomi.

## Ergebnisse

### Schlussklassement
| 1               | GT 2.0 | 28 | Abarth             | Hans Herrmann       | Abarth-Simca 2000 GT | 65 |
| 2               | GT 2.0 | 22 | Abarth             | Franco Patria       | Abarth-Simca 2000 GT | 63 |
| 3               | GT 2.0 | 30 | Abarth             | Romano Perdomi      | Abarth-Simca 2000 GT | 65 |
| 4               | GT 2.0 | 24 | Luigi Taramazzo    | Luigi Taramazzo     | Abarth-Simca 2000 GT | 63 |
| 5               | GT 1.6 | 2  |                    | Salvatore Panepinto | Alfa Romeo Giulia TZ | 56 |
| 6               | GT 2.0 | 32 | Emanuele Benedetto | Emanuele Benedetto  | Porsche 356 Carrera  | 53 |
| 7               | GT 1.6 | 10 |                    | Vito Tipa           | Alfa Romeo Giulia TZ | 49 |
| 8               | GT 2.0 | 34 |                    | Angelo Rizzo        | Triumph TR4 2000     | 48 |
| Nicht gestartet |        |    |                    |                     |                      |    |
| 9               | GT 1.6 | 4  |                    | Antonio Nicodemi    | Alfa Romeo Giulia TZ | 1  |
| 10              | GT 1.6 | 6  |                    | Giampiero Biscaldi  | Alfa Romeo Giulia TZ | 2  |
| 11              | GT 20  | 26 |                    | Vittorio Venturi    | Abarth-Simca 2000 GT | 3  |

1 nicht gestartet
2 nicht gestartet
3 nicht gestartet

### Nur in der Meldeliste
Hier finden sich Teams, Fahrer und Fahrzeuge, die ursprünglich für das Rennen gemeldet waren, aber aus den unterschiedlichsten Gründen daran nicht teilnahmen.
| Pos. | Klasse | Nr. | Team | Fahrer            | Chassis                   |
| ---- | ------ | --- | ---- | ----------------- | ------------------------- |
| 12   | GT 2.0 |     |      | Colin Davis       | Porsche 356B 2000         |
| 13   | GT 1.6 | 8   |      | Sergio Pedretti   | Alfa Romeo Giulia TZ      |
| 14   | GT 1.6 | 12  |      | Giovanni Arcovito | Porsche 356B 1600         |
| 15   | GT 2.0 | 20  |      | Gianni Bulgari    | Porsche 356B Carrera 2000 |

### Klassensieger
| Klasse | Fahrer              | Fahrzeug             | Platzierung im Gesamtklassement |
| ------ | ------------------- | -------------------- | ------------------------------- |
| GT 2.0 | Hans Herrmann       | Abarth-Simca 2000 GT | Gesamtsieg                      |
| GT 1.6 | Salvatore Panepinto | Alfa Romeo Giulia TZ | Rang 5                          |

### Renndaten
- Gemeldet: 15
- Gestartet: 8
- Gewertet: 8
- Rennklassen: 2
- Zuschauer: unbekannt
- Wetter am Renntag: heiß und schwül
- Streckenlänge: 4,798 km
- Fahrzeit des Siegerteams: 1:38:44,200  Stunden
- Gesamtrunden des Siegerteams: 65
- Gesamtdistanz des Siegerteams: 311,805 km
- Siegerschnitt: 189,477 km/h
- Pole Position: Vittorio Venturi – Abarth-Simca 2000 GT (#26) – 1:25,800
- Schnellste Rennrunde: Franco Patria – Abarth-Simca 2000 GT (#22) – 1:24,300 = 204,854 km/h
- Rennserie: 12. Lauf zum Sportwagen-Weltmeisterschaft 1964